# ساختار دوم اسید نوکلئیک
ساختار دوم اسید نوکلئیک (به انگلیسی: Nucleic acid secondary structure) به برهم کنش بازهای جفت شده درون یک مولکول یا مجموعه‌ای از مولکول‌ها گفته می‌شود و می‌توان آن را به صورت لیستی از بازهای جفت شده با هم درون یک مولکول اسید نوکلئیک نشان داد. ساختار دوم دی‌ان‌ای و آران‌ای با یکدیگر متفاوت‌اند: مولکول دی‌ان‌ای به صورت مارپیچ دو رشته‌ای که همهٔ بازهای آن جفت شده‌اند وجود دارد و ساختار منظمی دارد، اما آران‌ای مولکولی تک رشته‌ای است و بازهای آن آزادند تا جفت بازهای پیچیده‌ای تشکیل دهند و به همین دلیل ساختار دوم و ساختار سوم پیچیده‌ای به خود می‌گیرد.
ساختار واقعی مولکول در طبیعت ساختار سوم یا همان شکل سه بعدی مولکول است و ساختار دوم در واقع یک ساختار انتزاعی و نگاشتی از ساختار سه بعدی در صفحه است.

## مفاهیم پایه‌ای

### جفت شدن بازها

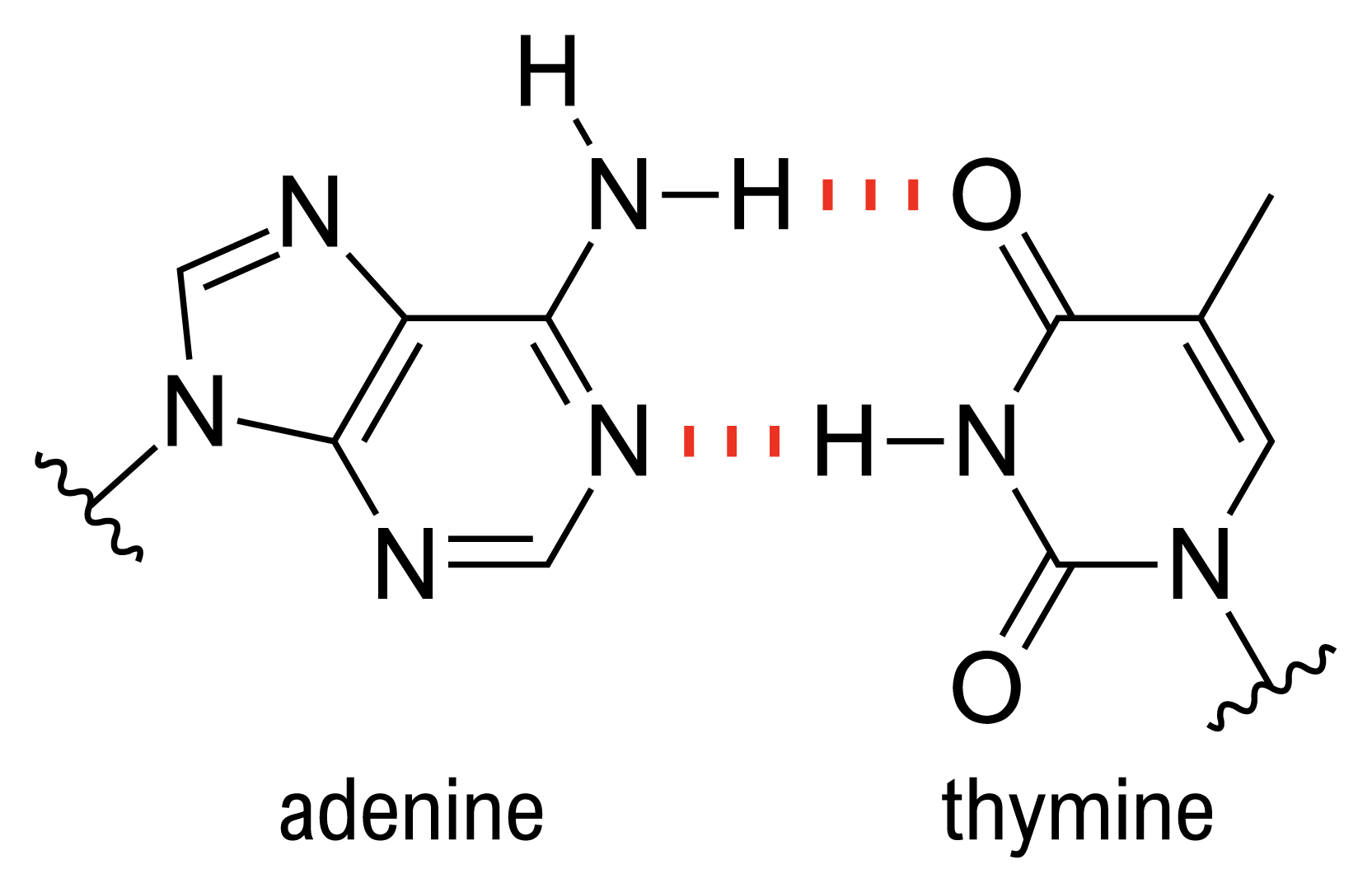
یک جفت باز A-T که به دلیل تشکیل دو پیوند هیدروژنی بین مولکلولی ایجاد شده است.

در زیست شناسی مولکولی، به دو نوکلئوتید در رشته‌های دی‌ان‌ای و آران‌ای که توسط پیوند هیدروژنی به یکدیگر متصل شده‌اند، جفت باز گفته می‌شود. جفت بازهای معروف به واتسون-کریک، در دی‌ان‌ای، جفت شدن آدنین(A) با تیمین(T) و جفت شدن گوانین(G) با سیتوزین(C) می‌باشد. در آران‌ای، به جای تیمین، اوراسیل(U) قرار دارد. الگوهای دیگری نیز از تشکیل پیوند هیدروژنی بین بازها وجود دارد، مانند جفت بازهای ووبل و جفت بازهای هوگستین، که معمولاً در آران‌ای رخ می‌دهند و منجر به ایجاد ساختار سوم پیچیده‌ای برای مولکول می‌گردند.

### هیبرید شدن اسید نوکلئیک
هیبرید شدن، فرایند متصل شدن جفت بازهای مکمل است که یک ساختار مارپیچ دو رشته‌ای را تشکیل دهند. ذوب، فرایندی است که توسط آن برهم کنش بین دو رشته مارپیچ منقطع شده و منجر به جدا شدن دو رشته اسید نوکلئیک از یکدیگر می‌گردد. این پیوندها ضعیف بوده و به سادگی توسط حرارت بالا، آنزیم یا نیروی فیزیکی شکسته می‌شوند.

## واحدهای تکراری ساختار دوم

ساختار دوم یک مولکول آران‌ای: 1.رشتهٔ منفرد جفت نشده 2.ساقه(مارپیچ) 3.حلقهٔ داخلی 4.حلقهٔ چند شاخه 5.حلقهٔ برآمده 6.حلقهٔ سنجاق سری. در بالا توالی آران‌ای به همراه نمایش پرانتزی ساختار دوم آن آمده است. خطوط آبی رنگ نشان دهندهٔ پیوند هیدروژنی بین بازهای جفت شده هستند. رسم شده با استفاده از نرم‌افزار متن باز VARNA.

با مطالعه جفت شدن بازها در مولکول‌های مختلف مشاهده می‌کنیم که یک سری الگوهای کلی در ساختار دوم مولکلول‌های مختلف تکرار می‌شود. این الگوها در ساختار دوم اسید نوکلئیک به‌طور کلی به دو دسته مارپیچ‌ها و حلقه‌ها تقسیم می‌گردد. این الگوها و ترکیب‌های آن‌ها می‌توانند به دسته‌های مختلفی مانند مارپیچ دو رشته‌ای، حلقهٔ سنجاق سری و ... دسته بندی شوند. عناصر تشکیل دهندهٔ ساختار دوم مولکول‌های اسید نوکلئیک را اغلب می‌توان به دو گروه کلی ساقه‌ها و حلقه‌ها تقسیم کرد.

### مارپیچ دو رشته‌ای
مارپیچ دو رشته‌ای یک ساختار سوم مهم در مولکول‌های اسید نوکلئیک‌ها است که ارتباط نزدیکی با ساختار دوم مولکول دارد. یک مارپیچ دو رشته‌ای در مناطقی با تعداد زیادی جفت بازهای پی در پی تشکیل می‌گردد. در ساختار دوم، یک مارپیچ دو رشته‌ای به صورت یک ساقه از جفت بازها نمایان می‌شود.

### حلقهٔ سنجاق سری

نمونه‌ای از یک ساختار حلقهٔ سنجاق سری موجود در ساختار دوم مولکول آران‌ای

ساختار حلقهٔ سنجاق سری که در آن یک مارپیچ دو رشته‌ای به به یک حلقه از بازهای جفت نشده ختم می‌شود، یکی از ساختارهای بسیار رایج در مولکول‌های آران‌ای است.

### حلقهٔ داخلی
یکی دیگر از ساختارهای رایج در مولکول‌های آران‌ای، ساختار حلقهٔ داخلی است که در آن یک سری باز جفت نشده درون یک مارپیچ دو رشته‌ای قرار دارند.

### حلقهٔ برآمده
ساختار حلقهٔ برآمده، یکی دیگر از ساختارهای رایج در مولکول‌های آران‌ای است و در مناطقی رخ می‌دهد که در یک رشته از مارپیچ دو رشته‌ای بازهایی جفت نشده وجود داشته باشند که در رشتهٔ مقابلشان باز جفت نشده‌ای وجود نداشته باشد.

### حلقهٔ چند شاخه
حلقه‌های چند شاخه، نواحی در ساختار مولکول آران‌ای هستند که در نزدیکی سه یا بیشتر از سه ناحیهٔ دو رشته‌ای وجود دارند.

### شبه گره

نمونه‌ای از یک ساختار شبه گره موجود در ساختار دوم مولکول آران‌ای تلومراز انسانی

ساختار شبه گره، یکی از ساختارهای پیچیده تر و کم تر رایج در مولکول‌های آران‌ای است. شبه گره ساختاری است شامل حداقل دو حلقهٔ سنجاق سری که نیمهٔ یکی از آن‌ها بین دو نیمهٔ دیگر آن‌ها قرار دارد. به بیانی دیگر، اگر زیر دنباله‌ای از توالی یک مولکول آران‌ای را در نظر بگیریم و آن را به چهار قسمت فرضی تقسیم کنیم، اگر بازهای قسمت اول با بازهای قسمت سوم و بازهای قسمت دوم با بازهای قسمت چهار جفت شوند، یک شبه گره ایجاد خواهد شد. شبه گره‌ها طوری تا می‌خورند که در ساختار سه بعدی مولکول شبیه یک گره می‌شوند.
جفت شدن بازها در شبه گره‌ها به صورت تو در تو نیست؛ بدین معنی که جفت بازها با یکدیگر هم پوشانی دارند و همین موضوع پیش‌بینی وجود شبه گره‌ها در توالی‌های آران‌ای را برای برخی روش‌های محاسباتی مانند برنامه سازی پویا که از یک روند بازگشتی استفاده می‌کند ناممکن ساخته است. زیر گروه‌های محدودی از شبه گره‌ها توسط برنامه سازی پویا قابل پیش‌بینی اند. روش‌های جدیدتری مانند روش‌هایی که از گرامرهای مستقل از متن تصادفی برای پیش‌بینی ساختار دوم استفاده می‌کنند نیز نمی‌توانند شبه گره‌ها را تشخیص دهند.
چندین فرایند زیستی مهم وجود دارد که بر ملکول‌های آران‌ای ایی که تشکیل شبه گره می‌دهند متکی اند. به عنوان مثال، قسمت آران‌ای تلومراز انسان شامل یک شبه گره می‌باشد که وجودش برای فعالیت، حیاتی است. هر چند مولکول‌های دی‌ان‌ای نیز می‌توانند شبه گره داشته باشند، اما عموماً شبه گره‌ها در مولکول‌های دی‌ان‌ای وجود ندارند.

### سایر ساختارها
علاوه بر ساختاری مرسوم تشکیل جفت باز بین عناصر ساختارهای دوم متفاوت، منجر به تشکیل سطح بالاتری از ساختارها، مانند سنجاق‌های سر به سر، اتصال برآمده-سنجاق سری می‌شود. سنجاق‌های سر به سر، از از میان‌کنش‌های هیدروژنی بین بازهای موجود در حلقه دو ساختار سنجاق سری به وجود می‌آیند. اتصال برآمده-سنجاق سری، از میان‌کنش بین بازهای یک حلقه سنجاق سری و حلقه‌های برآمده به وجود می‌آید. این نوع میان‌کنش موجب تشکیل ساختارهای فوق دوم می‌شوند که در یک ساختار واقعی به نسبت نادر هستند؛ بنابراین در بسیاری از الگوریتم‌های پیش‌بینی ساختار دوم، نادیده گرفته می‌شوند.

## پیش بینی ساختار دوم
یک روش کلی برای محاسبه یک ساختار محتمل برای ساختار دوم آران‌ای، استفاده از برنامه‌سازی پویا است. هر چند استفاده از روش‌های مبتنی بر برنامه‌سازی پویا این عیب را دارد که این روش‌ها نمی‌توانند شبه گره‌ها یا حالاتی را که جفت بازها تو در تو نیستند را تشخیص دهند. روش‌های کلی‌تری نیز مبتنی بر گرامرهای مستقل از متن تصادفی وجود دارند. یکی از برنامه‌هایی که برای پیش‌بینی ساختار دوم از برنامه‌سازی پویا استفاده می‌کند، Mfold می‌باشد.